# Capvern
Capvern ist eine französische Gemeinde mit 1.286 Einwohnern (Stand: 1. Januar 2022) im Département Hautes-Pyrénées in der Region Okzitanien (vor  2016: Midi-Pyrénées). Sie gehört zum Arrondissement Bagnères-de-Bigorre und zum Kanton Neste, Aure et Louron. Die Einwohner werden Capvernois genannt.

## Geographie
Capvern liegt etwa 23 Kilometer südöstlich von Tarbes auf dem Plateau von Lannemezan. Im Gemeindegebiet entspringt die Baïse, die zusätzlich mit Wasser aus dem Bewässerungskanal Canal de la Neste versorgt wird. Der Kanal mündet im Gemeindegebiet in den Canal du Bouès. Hier entspringt auch der Bach Lène, der zum Arros entwässert. Umgeben wird Capvern von den Nachbargemeinden Lutilhous und Lagrange im Norden, Campistrous im Norden und Nordosten, Lannemezan im Osten, Avezac-Prat-Lahitte im Südosten, Tilhouse im Süden, Benqué-Molère im Südwesten sowie Mauvezin im Westen.
Durch die Gemeinde führen die frühere Route nationale 117 (heutige D817) und die Autoroute A64.

## Geschichte
Als Aquae Converanum bestand bereits im ersten vorchristlichen Jahrhundert eine Siedlung, die die Thermalquellen der Region nutzte. Noch heute werden die Quellen als Heilbad genutzt.

### Bevölkerungsentwicklung
| Jahr                       | 1962 | 1968 | 1975 | 1982 | 1990 | 1999 | 2006 | 2013 | 2020 |
| Einwohner                  | 763  | 938  | 1027 | 932  | 1025 | 1074 | 1236 | 1293 | 1266 |
| Quellen: Cassini und INSEE |      |      |      |      |      |      |      |      |      |

## Sport
Im Jahr 2023 führte die Tour de France auf der 6. Etappe durch Capvern. Auf der D81 wurde mit der Côte de Capvern-les-Bains (602 m) eine Bergwertung der 3. Kategorie abgenommen. Diese sicherte sich der US-Amerikaner Neilson Powless.

## Sehenswürdigkeiten

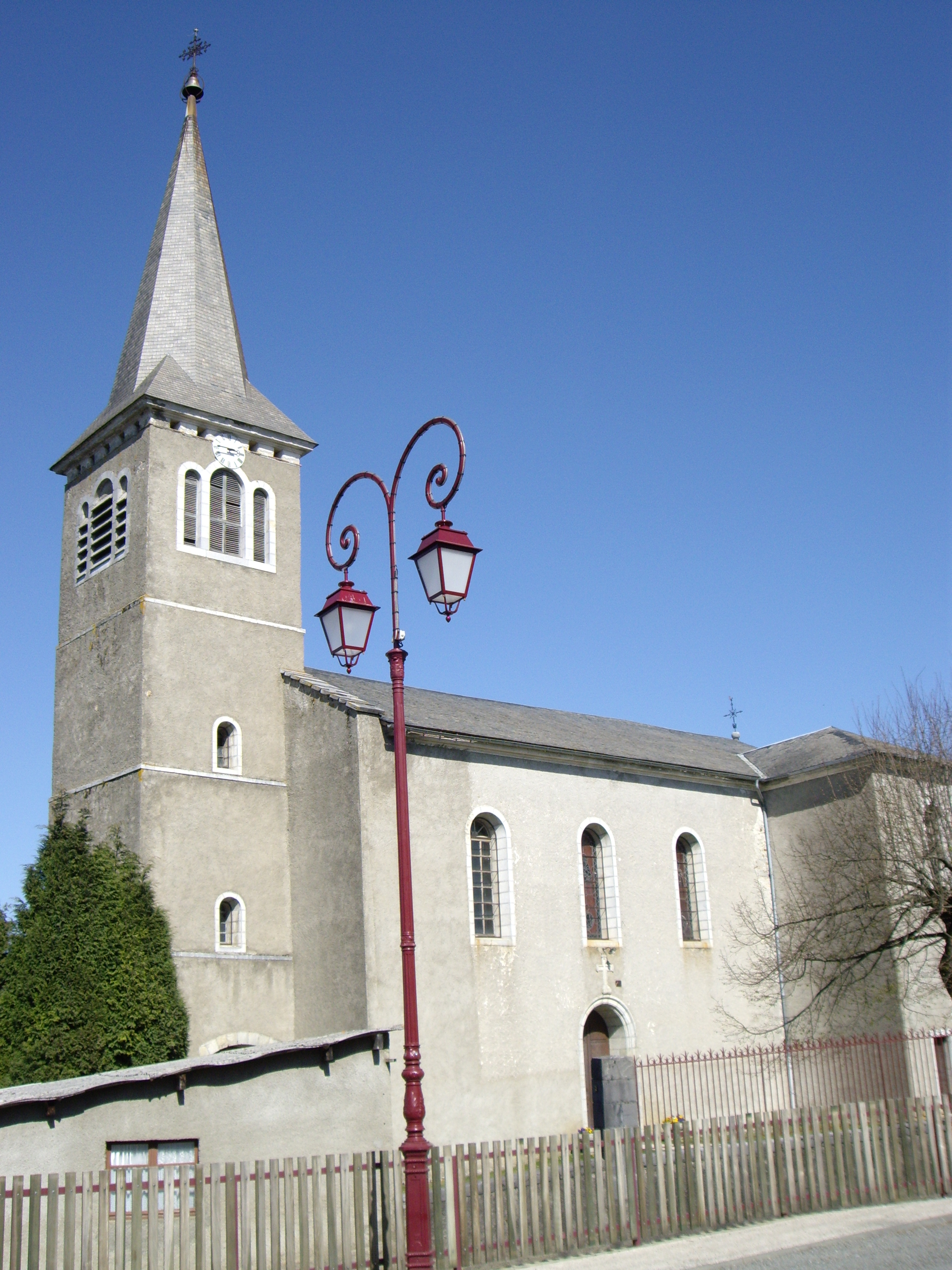
Kirche Saint-Pierre
- Kirche Sainte-Trinité aus den 1960er Jahren, Monument historique seit 2006
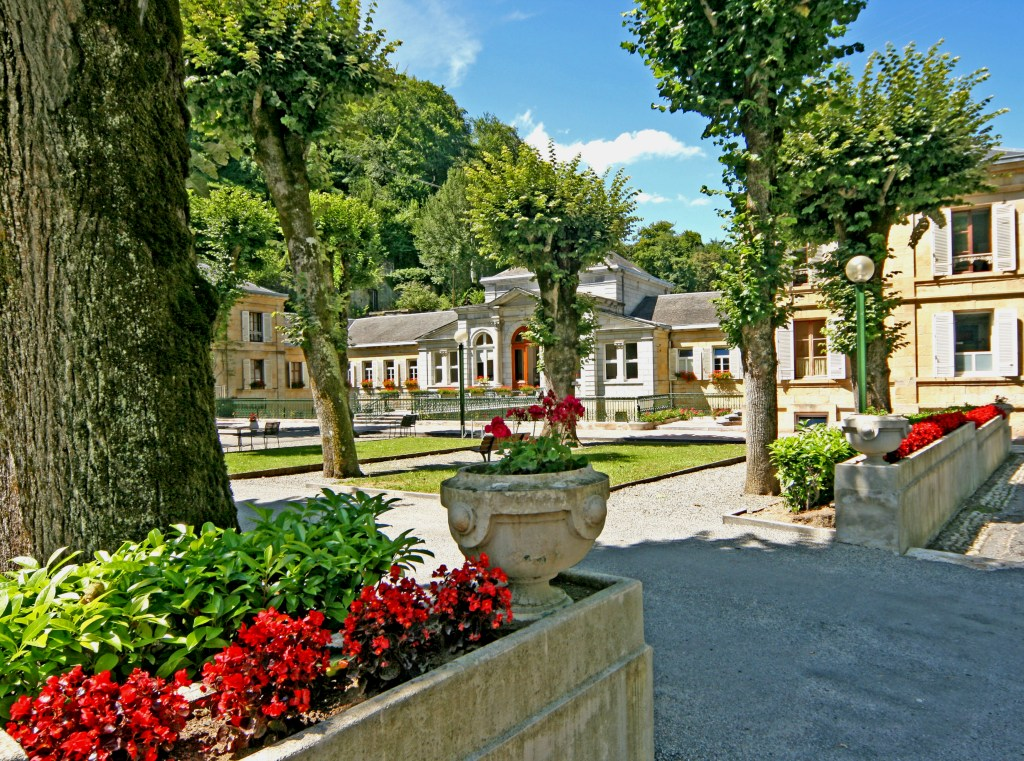
Thermen
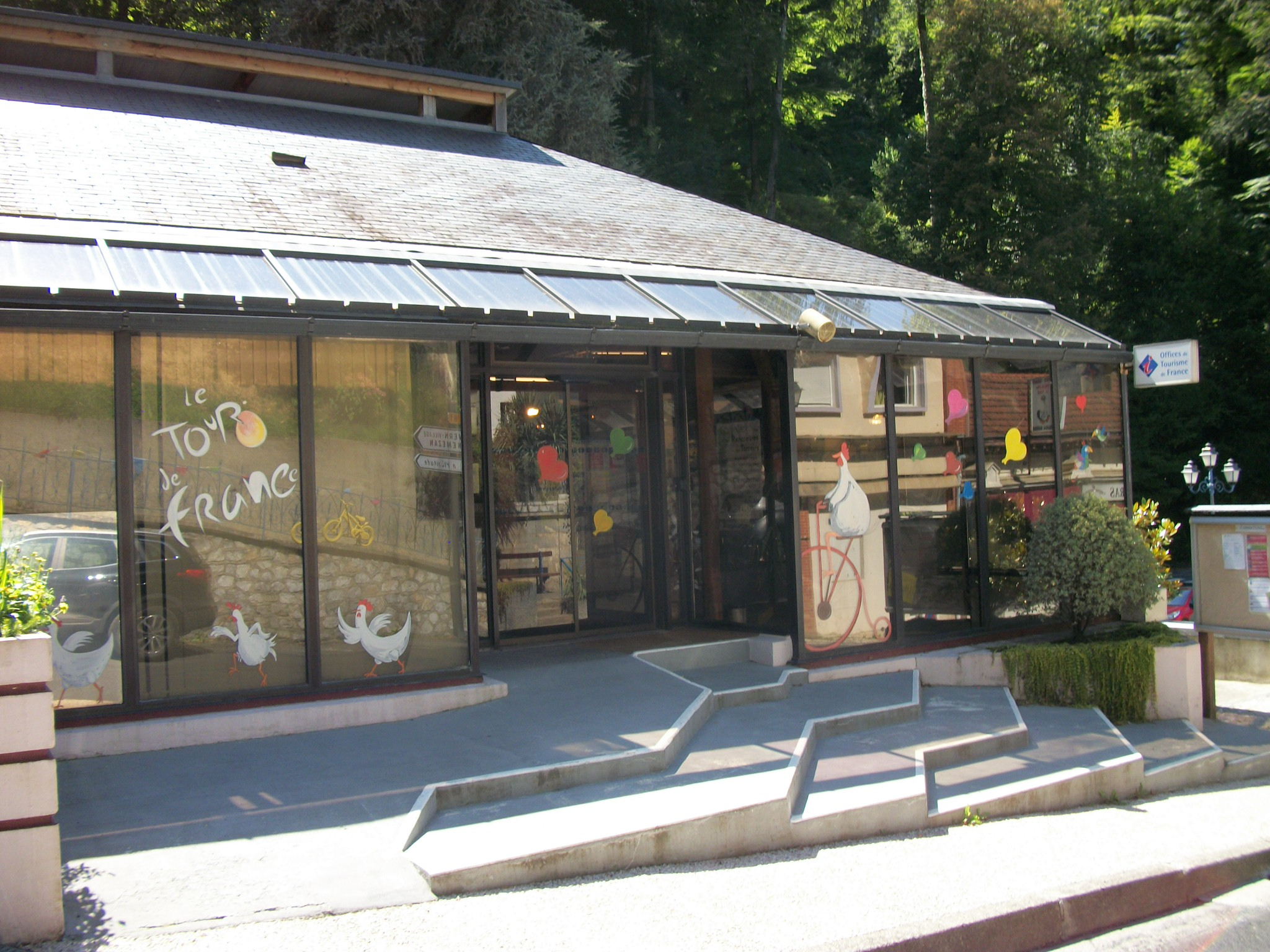
Tourismusbüro

- Casino, erbaut 1926

- Kirche Saint-Pierre
- Thermen
- Tourismusbüro